# Єднання
Єдна́ння (до 2024 року — Чкалове́) — село в Україні, у Кобеляцькій міській громаді Полтавського району Полтавської області. Населення становить 190 осіб.

## Географія
Село Єднання знаходиться за 3 км від міста Кобеляки та за 1,5 км від села Підгора.

## Історія
12 червня 2020 року, відповідно до розпорядження Кабінету Міністрів України № 721-р «Про визначення адміністративних центрів та затвердження територій територіальних громад Полтавської області», село увійшло до складу Кобеляцької міської громади.
19 липня 2020 року, в результаті адміністративно-територіальної реформи та ліквідації Кобеляцького району, село увійшло до складу новоутвореного Полтавського району Полтавської області.
19 вересня 2024 року Верховна Рада підтримала перейменування села Чкалове на Єднання. 26 вересня 2024 року перейменування набуло чинності.

## Економіка
- Молочно-товарна ферма.